# Kwun-Tong-Promenade

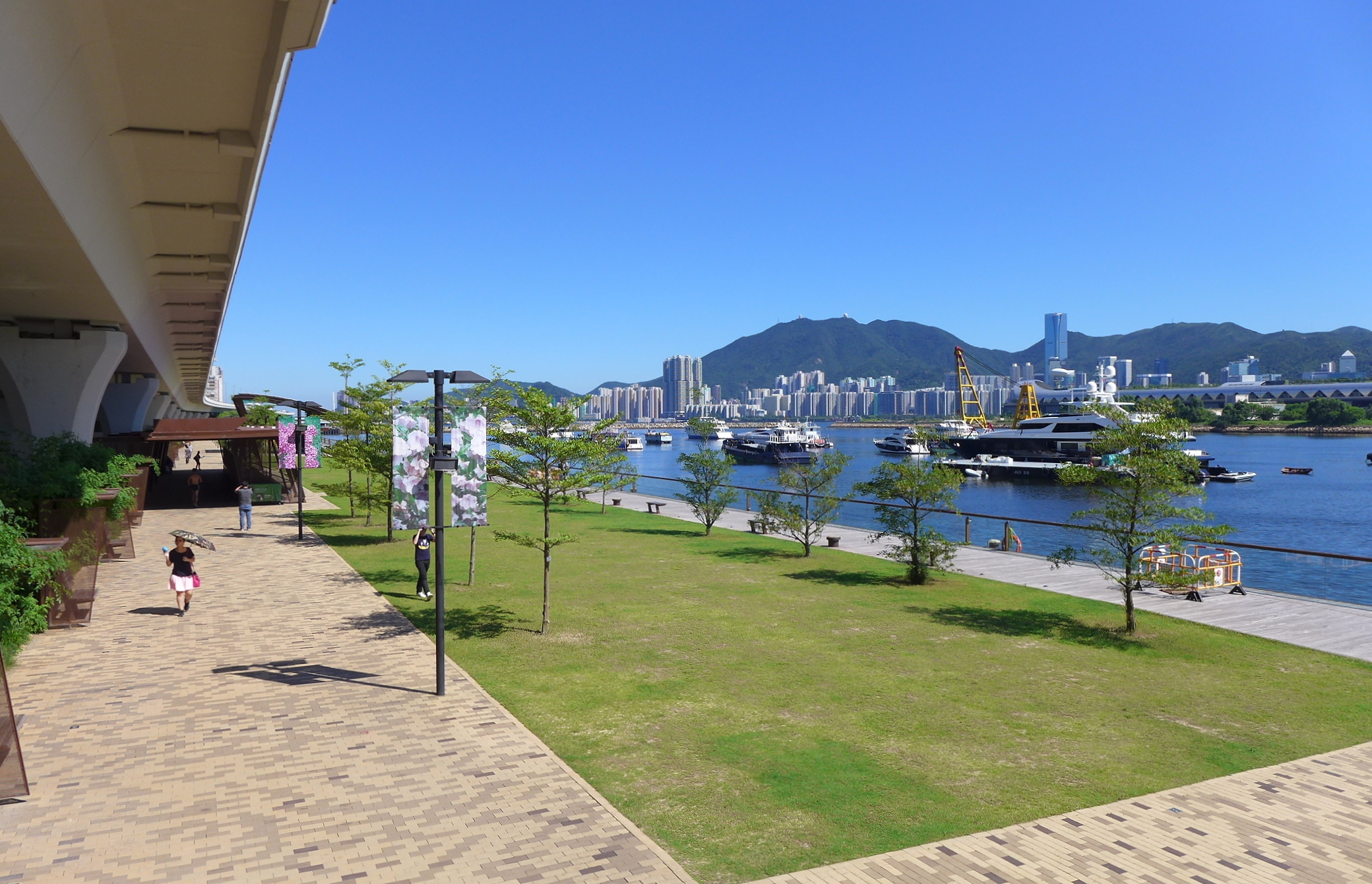
Teil der Promenade mit einem Stück der aufgeständerten Stadtautobahn

Die Kwun-Tong-Promenade (chinesisch 觀塘海濱花園, Pinyin Guāntáng Hǎibīn Huāyuán, Jyutping Gun1tong4 Hoi5ban1 Faa1jyun4*2 – „Kwun-Tong-Uferpromenadegarten“)  a ist ein Naherholungsgebiet, das sich im Kwun Tong District auf der Kowloon-Halbinsel, einem Gebiet innerhalb der Sonderverwaltungszone Hongkong in der Volksrepublik China, befindet. Die Promenade ist neben bzw. unterhalb des Kwun-Tong-Bypass, einer Stadtautobahn, angelegt. Sie nutzt die früher hier vorhandene Kwun Tong Public Cargo Working Area (dt. (sinngemäß): Fracht-Umschlag-Anlage) und umfasst eine Fläche von 4,13 Hektar. Die gesamte Promenade ist etwa einen Kilometer lang. Die Kwun-Tong-Promenade entlang der Wasserfläche des Kwun Tong Typhoon Shelters bietet gute Aussichten auf das nahe gelegene Kai Tak Cruise Terminal, den Kai Tak Runway Park, die als neue Wahrzeichen von Kowloon East gelten. Zudem sind das gegenüber liegende Hong Kong Island sowie Panoramen von Victoria Harbour und Lei Yue Mun zu sehen.

## Geschichte
Die Kwun-Tong-Promenade ist das Ergebnis des Approved Kai Tak Outline Zoning Plan, der den Umbau industrieller Anlagen vorsieht. Konkret entstand die Promenade auf einer früheren Hafenverladezone in zwei Abschnitten: Im März 2009 wurde als Stufe 1 zunächst eine Fläche von 7340 Quadratmetern mit einer Länge von 200 Metern entlang der Uferzone freigegeben. Die Arbeiten wurden vom Architectural Services Department finanziert und das Leisure and Cultural Services Department verwaltet die Anlage. Die Kosten betrugen 19,6 Millionen HK$. Am 27. Mai 2015 konnte Stufe 2 mit der Erweiterung (Verlängerung) der Kwun-Tong-Promenade um 750 Meter eröffnet werden. In der Promenade wurden ein Café, Pavillons, Jogging-Einrichtungen, ein Sitzbereich sowie Ruheplätze mit Bänken angelegt. Eine Mehrzweck-Rasenfläche wurde mit Bäumen eingefasst (tree walk). Aufgestellte Modelle von Containern und Kränen dokumentieren den historischen Charakter des Gebiets.

## Anlagen

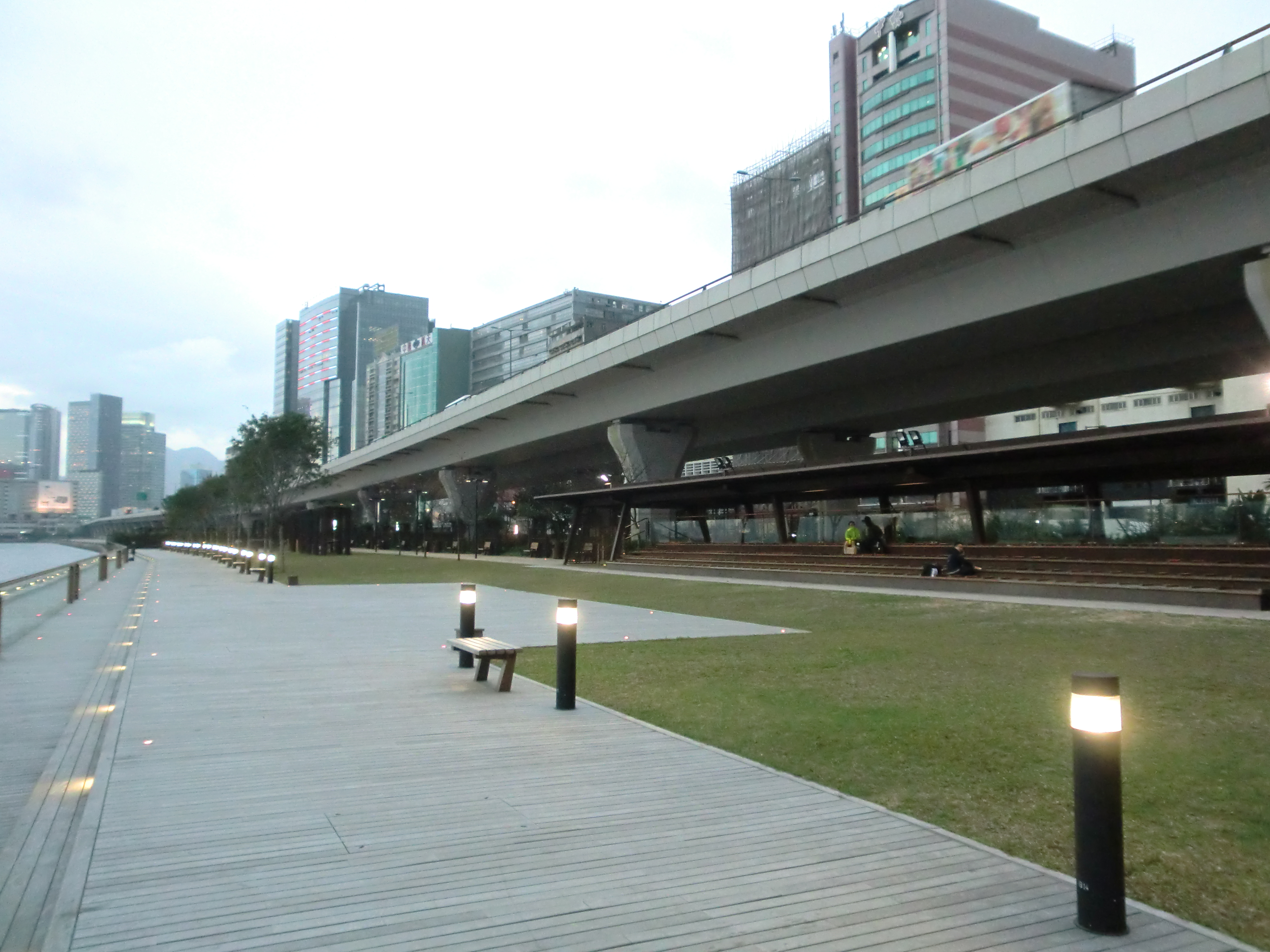
Kwun-Tong-Promenade neben dem Kwun-Tong-Bypass

### Überblick
Die Kwun-Tong-Promenade bietet den Nutzern viele abwechslungsreiche Einrichtungen. Dazu zählen ein 200 Meter langer Spazierweg mit einem Holzbodenbelag (Boardwalk), Aussichtsplattformen sowie eine Zuschauertribüne für 200 Besucher, von der aus diverse Wassersportaktivitäten beobachtet werden können. Außerdem gibt es ein Amphitheater, einen großen Kinderspielbereich, Fitnessstationen für jüngere sowie separat für ältere Personen sowie Rasenflächen mit Picknick-Möglichkeiten. Auf der Promenade steht auch ein spezielles Turm-Wahrzeichen, das aus recyceltem Papier des ursprünglich an dieser Stelle befindlichen Piers gebildet wurde.

### Musikbrunnen

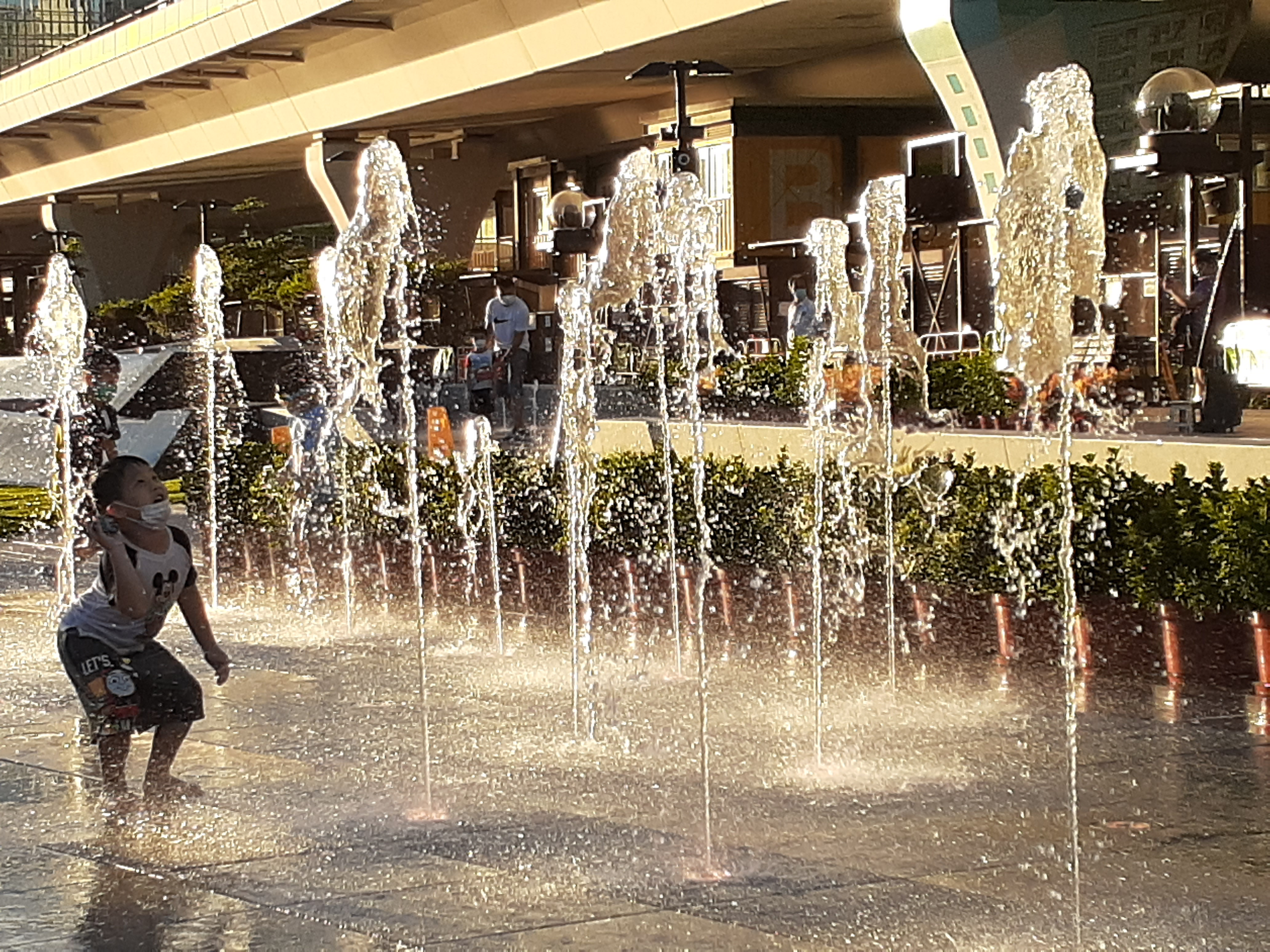
Wasserspiele des musikalischen Brunnens

Der Legislativrat (englisch Legislative Council) genehmigte im Jahr 2018 den Bau eines musikalischen Springbrunnens. Er wurde 2014 im Rahmen des Signature Project Scheme – als Teil des 2010-Revitalisierungsprogramms der Vorgängerregierung – gebaut und am 22. April 2021 eröffnet. Hongkongs 18 Distrikte erhielten für die Umsetzung von Projekten, die von den Bezirksräten empfohlen wurden, pro Distrikt jeweils 100 Millionen HK$ bewilligt. Der Brunnenbau kostete insgesamt 50 Millionen HK$ (etwa 6,5 Millionen US-Dollar) – also die Hälfte des gesamten Budgets für den Kwun Tong-Distrikt.
Das Brunnengelände in der Kwun-Tong-Promenade umfasst computergesteuerte Springbrunnen sowie interaktive, mit sensorischen Geräten programmierbare Wasserspiele. Klassische Musik untermalt verschiedene Showeinlagen, die mit tanzenden Wasserfontänen eine Einheit bilden. Der Brunnen erstrahlt in der Nacht in verschiedenen Lichtmustern.
Aufgrund der begehbaren Wasserflächen mit vielen Fontänen war die Brunnenanlage im Besonderen bei Kindern sehr beliebt. Am Eröffnungstag wurde die Anlage bereits von so vielen Kindern besucht, dass der Boden bald Unebenheiten und weitere Beschädigungen aufwies, die Reparaturen notwendig machten. Der Brunnen wurde deshalb bereits einen Tag nach der Eröffnung zunächst wieder geschlossen, um die notwendigen Reparaturen durchzuführen.
Viele Einheimische kritisierten den Bau der Anlage und nannten den Brunnen einen Weißen Elefanten (englisch white elephant), da er für die Bevölkerung ineffizient, mit hohen Wartungskosten verbunden und von geringem Nutzen sei. Nach Aussage der Regierung zielt die 3740 Quadratmeter große Fläche hingegen darauf ab, die Promenade als Freizeitstätte zu fördern und den allgemeinen Unterhaltungswert zu steigern.

## Galerie

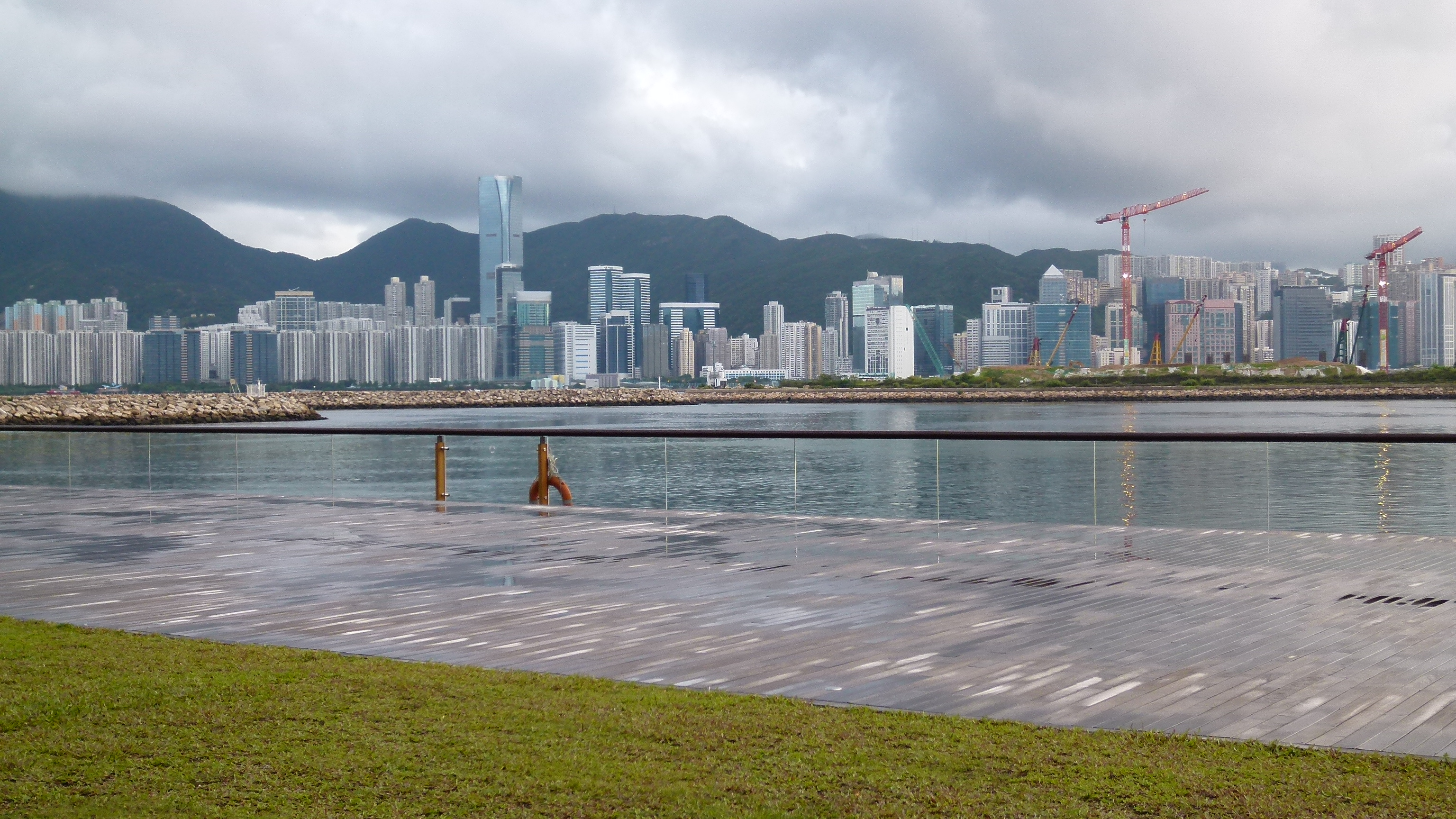
Blick auf Walkway und Hongkong-Island
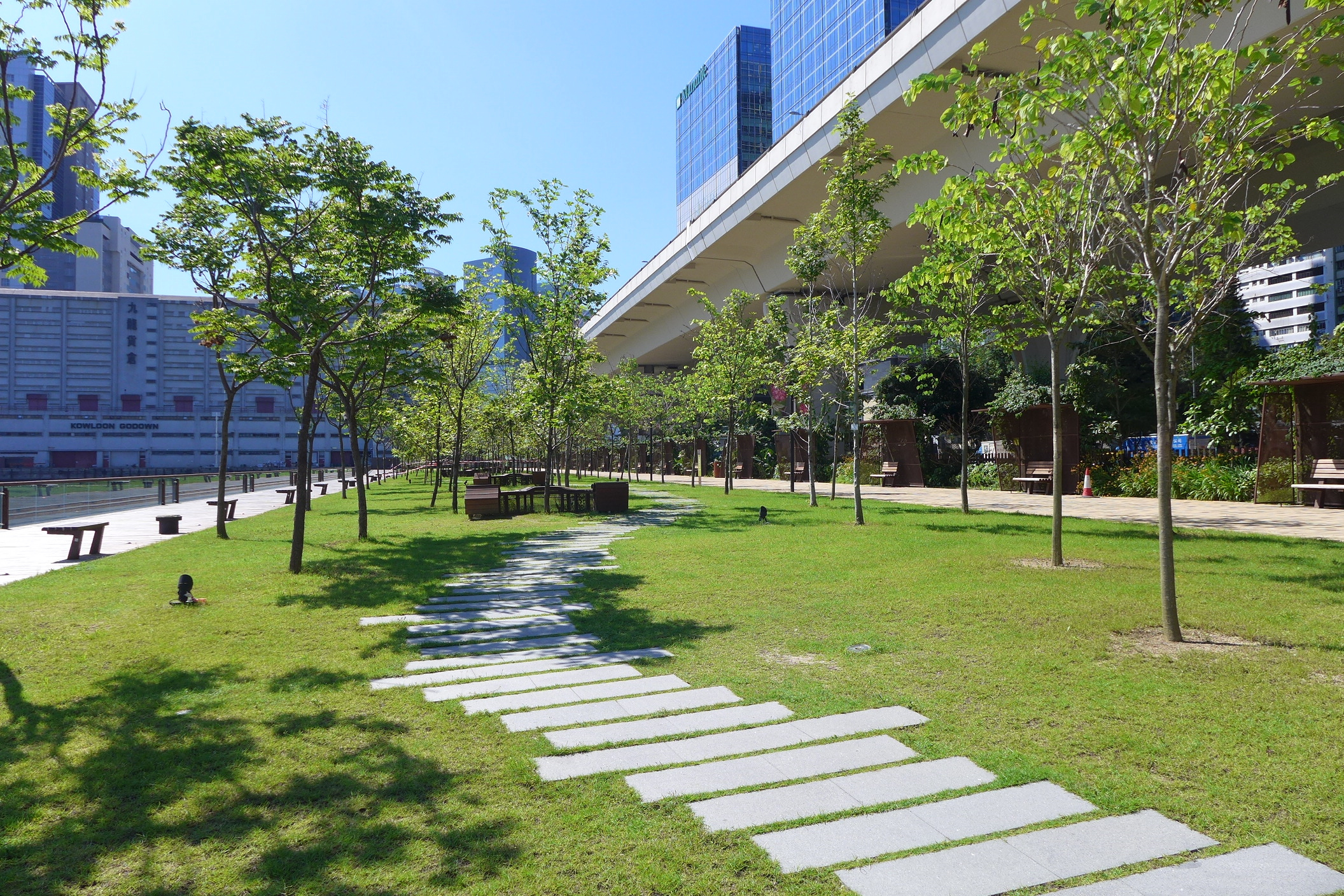
Tree walk
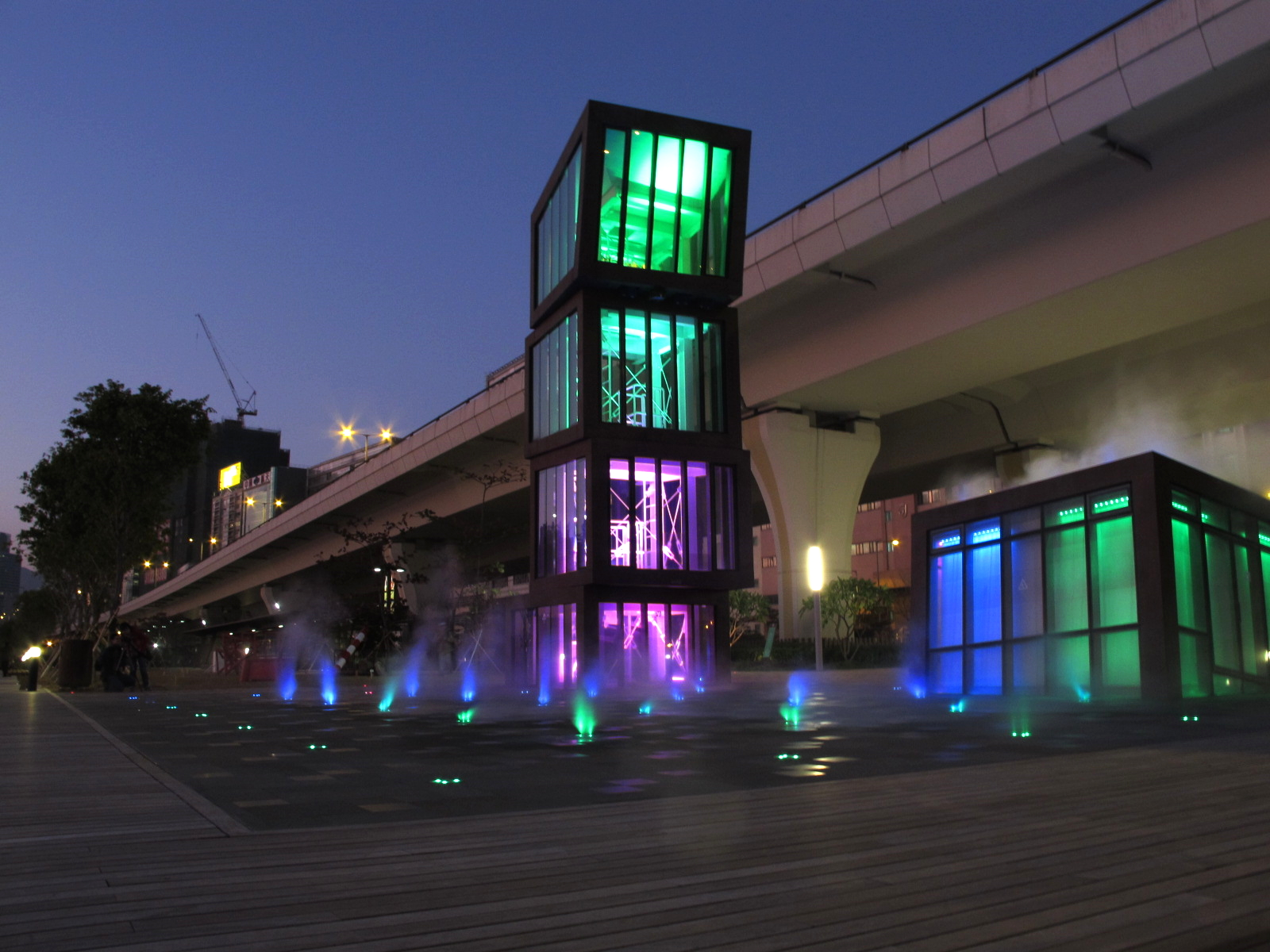
Kwun-Tong-Promenade bei Nacht

Anmerkung